# Подливка

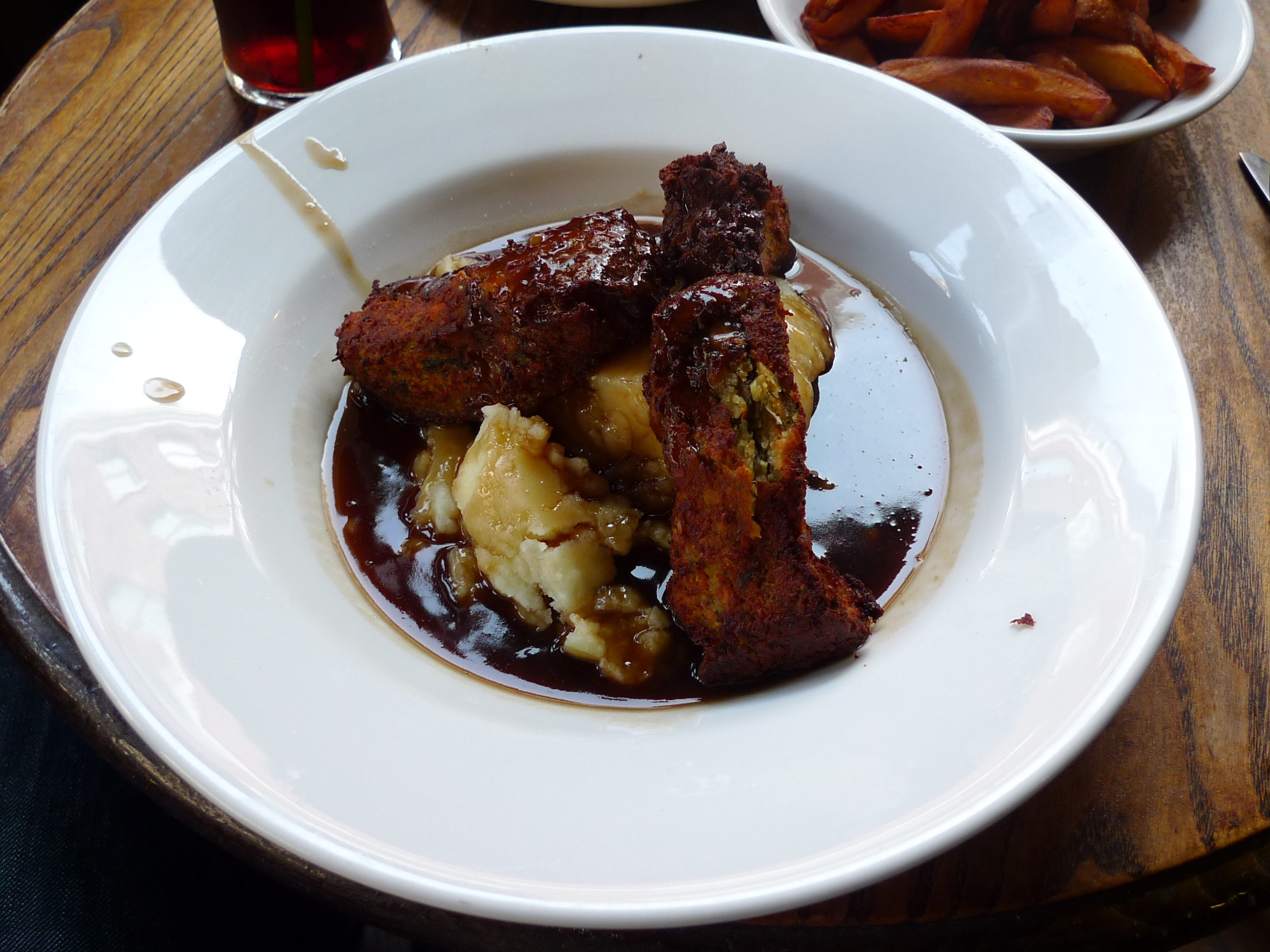
Вегетарианские сосиски с пюре и подливкой

Подли́вка — жидкий соус, содержащий собственные соки мяса и/или овощей, выделяющиеся при приготовлении блюда. Французский кулинарный термин для обозначения подливки — jus: в меню «стейк au jus» означает «стейк с подливкой».
В подливку может быть добавлен загуститель: мука, ру; однако некоторые повара считают это фальсификацией. Иногда подливку приготавливают изолированно от основного блюда из заранее отделённого куска мяса. В подливку добавляют специи и усилители вкуса, такие как бульонные кубики; вино, молоко, сливочное масло. Перед подачей блюда на стол подливку могут дополнительно сгустить на огне, либо разбавить водой.
При приготовлении подливки к мясу на вертеле небольшое количество жидкости, собравшейся под вертелом, зачерпывают снова и снова и поливают им готовящееся мясо. Это первый и наиболее древний вид подливки, причём в него обычно входила стекающая с мяса кровь; соответственно, у православных верующих в Византии они были мало распространены из-за запрета на употребление крови в пищу. Расцвет подливок начался во французской кухне с XVII века и постепенно распространился на всю Европу и Америку; в 1848 году в кулинарной книге Элизы Актон перечислено 15 рецептов подливки.
Популярность подливок привела к появлению в продаже готовых подливок и имитирующих их смесей, которые нужно развести водой, либо подогреть перед подачей.